# Copa do Nordeste 2014
La Copa do Nordeste 2014 è stata la 10ª edizione della Copa do Nordeste, disputata a distanza di tre anni dalla precedente edizione.

## Partecipanti
| Stato               | Squadra (Città)                             | Motivo qualificazione                                 |
| ------------------- | ------------------------------------------- | ----------------------------------------------------- |
| Alagoas             | CRB (Maceió)                                | Vincitore del Campionato Alagoano 2013                |
| Alagoas             | CSA (Maceió)                                | 2° nel Campionato Alagoano 2013                       |
| Bahia               | Vitória (Salvador)                          | Vincitore del Campionato Baiano 2013                  |
| Bahia               | Bahia (Salvador)                            | 2° nel Campionato Baiano 2013                         |
| Bahia               | Vitória da Conquista (Vitória da Conquista) | Vincitore della prima fase del Campionato Baiano 2013 |
| Ceará               | Ceará (Fortaleza)                           | Vincitore del Campionato Cearense 2013                |
| Ceará               | Guarany de Sobral (Sobral)                  | 2° nel Campionato Cearense 2013                       |
| Paraíba             | Botafogo-PB (João Pessoa)                   | Vincitore del Campionato Paraibano 2013               |
| Paraíba             | Treze (Campina Grande)                      | 2° nel Campionato Paraibano 2013                      |
| Pernambuco          | Santa Cruz (Recife)                         | Vincitore del Campionato Pernambucano 2013            |
| Pernambuco          | Sport Recife (Recife)                       | 2° nel Campionato Pernambucano 2013                   |
| Pernambuco          | Náutico (Recife)                            | 3° nel Campionato Pernambucano 2013                   |
| Rio Grande do Norte | Potiguar (Mossoró)                          | Vincitore del Campionato Potiguar 2013                |
| Rio Grande do Norte | América-RN (Natal)                          | 2° nel Campionato Potiguar 2013                       |
| Sergipe             | Sergipe (Aracaju)                           | Vincitore del Campionato Sergipano 2013               |
| Sergipe             | Confiança (Aracaju)                         | 3° nel Campionato Sergipano 2013                      |

## Formato
I sedici club sono suddivisi in quattro gruppi da quattro squadre ciascuno. Le prime due classificate di ciascun gruppo accedono alla seconda fase a eliminazione diretta con partite di andata e ritorno.

## Fase a gironi

### Gruppo A
| Pos. | Squadra    | Pt | G | V | N | P | GF | GS | DR |
| ---- | ---------- | -- | - | - | - | - | -- | -- | -- |
| 1    | América-RN | 12 | 6 | 3 | 3 | 0 | 10 | 2  | +8 |
| 2    | Vitória    | 11 | 6 | 3 | 2 | 1 | 12 | 8  | +4 |
| 3    | Sergipe    | 6  | 6 | 1 | 3 | 2 | 8  | 14 | -6 |
| 4    | Confiança  | 2  | 6 | 0 | 2 | 4 | 6  | 12 | -6 |

### Gruppo B
| Pos. | Squadra              | Pt | G | V | N | P | GF | GS | DR |
| ---- | -------------------- | -- | - | - | - | - | -- | -- | -- |
| 1    | CSA                  | 11 | 6 | 3 | 2 | 1 | 10 | 6  | +4 |
| 2    | Santa Cruz           | 11 | 6 | 3 | 2 | 1 | 8  | 6  | +2 |
| 3    | Bahia                | 10 | 6 | 3 | 1 | 2 | 7  | 8  | -1 |
| 4    | Vitória da Conquista | 1  | 6 | 0 | 1 | 5 | 6  | 11 | -5 |

### Gruppo C
| Pos. | Squadra  | Pt | G | V | N | P | GF | GS | DR |
| ---- | -------- | -- | - | - | - | - | -- | -- | -- |
| 1    | Ceará    | 11 | 6 | 3 | 2 | 1 | 10 | 4  | +6 |
| 2    | CRB      | 10 | 6 | 3 | 1 | 2 | 7  | 10 | -3 |
| 3    | Potiguar | 9  | 6 | 2 | 3 | 1 | 8  | 7  | +1 |
| 4    | Treze    | 3  | 6 | 1 | 0 | 5 | 5  | 9  | -4 |

### Gruppo D
| Pos. | Squadra           | Pt | G | V | N | P | GF | GS | DR |
| ---- | ----------------- | -- | - | - | - | - | -- | -- | -- |
| 1    | Guarany de Sobral | 9  | 6 | 2 | 3 | 1 | 5  | 4  | +1 |
| 2    | Sport Recife      | 8  | 6 | 2 | 2 | 2 | 5  | 3  | +2 |
| 3    | Náutico           | 6  | 6 | 1 | 3 | 2 | 4  | 7  | -3 |
| 4    | Botafogo-PB (-4)  | 4  | 6 | 2 | 2 | 2 | 5  | 5  | 0  |

## Seconda fase
|  | Quarti di finale  | Quarti di finale  | Quarti di finale | Quarti di finale | Quarti di finale |  |  | Semifinali   | Semifinali   | Semifinali | Semifinali | Semifinali |   |   | Finale       | Finale       | Finale | Finale | Finale |  |
|  |                   |                   |                  |                  |                  |  |  |              |              |            |            |            |   |   |              |              |        |        |        |  |
|  | Sport Recife      | Sport Recife      | 2                | 0                | 2                |  |  |              |              |            |            |            |   |   |              |              |        |        |        |  |
|  | CSA               | CSA               | 0                | 1                | 1                |  |  | Sport Recife | Sport Recife | 2          | 2          | 4          |   |   |              |              |        |        |        |  |
|  | Santa Cruz        | Santa Cruz        | 3                | 1                | 4                |  |  | Santa Cruz   | Santa Cruz   | 0          | 1          | 1          |   |   |              |              |        |        |        |  |
|  | Guarany de Sobral | Guarany de Sobral | 0                | 0                | 0                |  |  |              |              |            |            |            |   |   | Sport Recife | Sport Recife | 2      | 1      | 3      |  |
|  | Vitória           | Vitória           | 1                | 1                | 2                |  |  |              |              | Ceará      | Ceará      | 0          | 1 | 1 |              |              |        |        |        |  |
|  | Ceará             | Ceará             | 1                | 5                | 6                |  |  | Ceará        | Ceará        | 4          | 0          | 4          |   |   |              |              |        |        |        |  |
|  | CRB               | CRB               | 2                | 0                | 2                |  |  | América-RN   | América-RN   | 0          | 2          | 2          |   |   |              |              |        |        |        |  |
|  | América-RN        | América-RN        | 0                | 4                | 4                |  |  |              |              |            |            |            |   |   |              |              |        |        |        |  |